# Taphozous hildegardeae
Taphozous hildegardeae es una especie de murciélago de la familia Emballonuridae.

## Distribución geográfica
Se encuentra en Kenia y Tanzania.